# Toma de Barranquilla
La toma de Barranquilla fue una operación militar por medio de la cual en febrero de 1885, durante la guerra civil colombiana de 1885 entre conservadores y  liberales, la ciudad de Barranquilla fue tomada por el liberal Ricardo Gaitán Obeso.

## Contexto
En 1885, después de las elecciones  que enfrentaron a Eustorgio Salgar y Francisco Ordóñez en el Estado Soberano de Santander, los liberales radicales comenzaron una revuelta que pronto se extendió por todo el país y desencadenó una guerra civil para derrocar al Presidente de los Estados Unidos de Colombia, Rafael Núñez. A principios de enero de 1885, el general liberal Ricardo Gaitán Obeso hace un llamado por el respeto a la causa radical y forma un movimiento rebelde en Cundinamarca.

## Hechos
A la cabeza de un grupo que oscilaba, según los cronistas de la época, entre cien y 175 rebeldes en su mayoría boyacenses y santandereanos, Ricardo Gaitán Obeso emprende su campaña militar a lo largo del Río Magdalena y se apodera de Barranquilla el 4 de enero de 1885 sin oposición real, lanzando el rumor de que Núñez fue tomado prisionero. Esta es una adquisición estratégica para asegurar el control de los recursos de la aduana de Barranquilla y para preparar la invasión de la fortaleza militar de Cartagena de Indias. A partir de entonces, la Provincia de Barranquilla se rige por un régimen militar y Gaitán Obeso, por decreto, desconoce la autoridad de Rafael Núñez como presidente de la República. El general Carlos Vicente Urueta es enviado a Barranquilla, a la cabeza de un ejército oficial organizado desde Cartagena de Indias, para reconquistar la ciudad. En una pelea del 11 de febrero en la ciudad, las tropas gubernamentales son derrotadas por los generales Nicolás Jimeno Collante y Ramón Collante, que apoyan a Ricardo Gaitán Obeso.